# Benkara scandens
Benkara scandens är en måreväxtart som först beskrevs av Carl Peter Thunberg, och fick sitt nu gällande namn av Colin Ernest Ridsdale. Benkara scandens ingår i släktet Benkara och familjen måreväxter. Inga underarter finns listade i Catalogue of Life.